# Andrias Eriksen
Andrias Høgnason Eriksen (ur. 22 lutego 1994 na Wyspach Owczych) – farerski piłkarz, reprezentant kraju.

## Kariera klubowa
Eriksen jest wychowankiem duńskiego klubu Varde IF. Jako senior grał zarówno w rezerwach, a także w pierwszym składzie klubu B36 Tórshavn.

## Reprezentacja
Eriksen jest reprezentantem Wysp Owczych. W drużynie narodowej zadebiutował 8 września 2019 roku meczem z Hiszpanią w eliminacjach do Euro 2020. Łącznie rozegrał 2 oficjalne mecze w narodowych barwach.